# Joseph Pouliquen
Joseph Pouliquen byl francouzský vojenský pilot v době druhé světové války a příslušník Ordre de la Libération.

## Životopis
Po počáteční službě u pěchoty získal aspirant Joseph Pouliquen 22. ledna 1918 na základně francouzského letectva v Chartres pilotní oprávnění.
V roce 1919 se jako pilot zúčastnil na straně Československa bojů s Maďary na jižním Slovensku v rámci jednotky Bre 590.
Mezi 1. zářím 1942 a 22. únorem 1943 byl velitelem Groupe de chasse n°3 „Normandie“.